# محمود الطحان
محمود بن أحمد الطحَّان (1354- 1444 هـ/ 1935- 2022 م) عالم سوري سني ومحدث، مدير برنامج الحديث في الدراسات العليا بكلية الشريعة في جامعة الكويت سابقًا. اشتهر بكتابيه «تيسير مصطلح الحديث» و«أصول التخريج ودراسة الأسانيد».

## ولادته وتحصيله
ولد أبو حفص، محمود بن أحمد الطحَّان الحلبي النعيمي في قضاء الباب من أعمال حلب، يوم الأربعاء 11 ربيع الأول 1354هـ الموافق 12 يونيو 1935م، ثم انتقل إلى منبج، ثم إلى حلب. نشأ في أسرة متدينة، في كنف والده الحاج أحمد الطحان. ويرجع في نسبه إلى الإمام الحسين بن علي بن أبي طالب.
درس المرحلة الابتدائية في مدينة الباب ومنبج، وانتسب إلى الثانوية الشرعية بحلب وتخرَّج فيها حاملًا شهادتها عام 1954م، ومن زملائه فيها المشايخ: عبد الله محمد سلقيني، محب الدين أحمد أبو صالح، عبد الوهَّاب ريحاوي، نجم الدين زين العابدين، عبد الحميد صلوح الأريحاوي. وفي أثناء دراسته الثانوية حفظ القرآن الكريم في مدرسة الحفَّاظ، على الشيخ محمد نجيب خياطة في جامع الخسروية بعد صلاة الفجر، وقد أكمل الحفظ في سنتين.
انتسب إلى كلية الشريعة بجامعة دمشق عام 1956م، وتخرَّج فيها عام 1960م بتفوق. وقد تزوَّج في مرحلة دراسته الجامعية، ثم التحقَ بعد تخرجه بالخدمة الإلزامية وتخرَّج ضابط احتياط عام 1961م.
في أثناء عمله في السعودية، تابع دراسته العليا فحصل على شهادة الماجستير عام 1969م، وكانت بحثًا وليس رسالة، ثم حصل على شهادة الدكتوراه في الحديث الشريف، من كلية أصول الدين بجامعة الأزهر عام 1971م، برسالة عنوانها: "الحافظ الخطيب البغدادي وأثره في علوم الحديث"، بإشراف الشيخ عبد الوهاب عبد اللطيف، الذي توفي قبل مناقشته الرسالة، فعُيِّن مكانه الشيخ محمد الحكيم مشرفًا، وكان الدكتور محمد السماحي عضوًا في المناقشة.

## عمله وتدريسه
عمل إمامًا وخطيبًا في جامع الزيارة بمنبج، وفي عدَّة مساجد بحلب. ثم عُين مدرسًا لمادة التربية الإسلامية في سورية؛ في منطقة الحفة، واللاذقية، وفي الثانوية الشرعية بحلب، وغيرها من الثانويات العامَّة بحلب، واستمرَّ على ذلك إلى عام 1965م.
ثم تعاقد مع الجامعة الإسلامية بالمدينة المنورة، ودرَّس فيها الحديث النبوي ومصطلحه، في أثناء دراسته لنيل شهادة الماجستير، ثم طلبه لشهادة الدكتوراه، وبقي يدرِّس فيها مدَّة عشر سنوات. ثم انتقل إلى كلية الشريعة بجامعة الإمام محمد بن سعود الإسلامية بالرياض وبقي فيها مدة سبع سنين، وألف فيها كتابه الشهير "تيسير مصطلح الحديث" عام 1977م، الذي قُرِّر على طلاب الكلية، ثم ألف كتابه "أصول التخريج ودراسة الأسانيد"، وكان أولَ كتاب جامع في التخريج ودراسة الأسانيد، وكلاهما قرِّرا في عدد من الجامعات العربية والإسلامية.
ثم انتقل إلى كلية الشريعة والدراسات الإسلامية بجامعة الكويت عند افتتاحها عام 1982م، أستاذًا للحديث الشريف ومصطلحه، ورأَسَ قسم التفسير والحديث، وكان رئيسَ برنامج الحديث الشريف لدرجة الماجستير عدَّة سنوات، وأشرف على عدد من الطلاب والطالبات في الدراسات العليا. واستمرَّ في عمله هذا حتى بلغ السبعين من عمره عام 2005م. فغادر الجامعة وعاد إلى بلده حلب.
وكان له مجالسُ علمية في الكويت خارج الجامعة، درَّس فيها كتابه "تيسير مصطلح الحديث" و"مقدمة ابن الصلاح"، تخرَّج به فيها عدد من طلاب العلم، إضافة إلى أولاده وقد تخصص اثنان منهم في الحديث النبوي الشريف وحصلا على شهادات عليا.
زار ألمانيا للدعوة، والولايات المتحدة، بعثته الجامعة للتفرغ العلمي فيها مدة سنة، وزار عددًا من ولاياتها وجامعاتها.
حجَّ إلى بيت الله الحرام 14 حِجَّة، واعتمر أكثر من عشرين عمرة.

## شيوخه
- الشيخ جمعة أبو زلام في منبج.
 يقول محمود الطحان عن علاقته بمنبج وبالشيخ جمعة أبو زلام (مفتي منبج): "أمضيت ثلاث سنوات في منبج منذ 1946م إلى 1949م، ثم التحقتُ بالمدرسة الخسروية بحلب، وكنت أزور من بقي من أهلي وأقربائي فيها، وفي تلك السنوات أخذت عن الشيخ جمعة الفقه والنحو وجزءًا من ألفية ابن مالك، وقد ذكرت الشيخ جمعة في سلسلة مشايخي، وكتبت ذلك في ترجمتي.[5]

### في الثانوية الشرعية:
1. الشيخ عبد الوهَّاب سكر.
2. الشيخ محمد أبو الخير زين العابدين (التوحيد).
3. الشيخ محمد الملاح (علم المصطلح، والبلاغة، والفقه الحنفي).
4. الشيخ محمد نجيب خياطة، شيخ القرَّاء بحلب (تلميذ الشيخ المقرئ أحمد أبو التيج المدني، مؤسس علم القراءات في حلب)، (التجويد، والتلاوة، والفرائض).
5. الشيخ محمد سلقيني.
6. الشيخ الفقيه اللغوي محمد أسعد عبجي مفتي حلب، (علم العَروض).
7. الشيخ الفقيه اللغوي محمد ناجي أبو صالح.
8. الشيخ اللغوي عبد الله حماد (علم الصرف).

### فيالأزهر الشريف:
1. الشيخ الدكتور محمد محمد أبو زهو، صاحب (كتاب الحديث والمحدثون).
2. الشيخ الدكتور محمد محمد السماحي، أحد علماء الحديث، وله مؤلفات، وزاره في منزله.

## تلاميذه
1. الدكتور عبد الرزاق الشايجي.
2. الدكتور الداعية محمد العوضي.
3. الأستاذ الدكتور حسام الدين عفانة.
4. الدكتور وليد الطبطبائي.
5. د. فهد الخنة.
6. الدكتور نهاد عبيد.

## مؤلفاته وآثاره
له الكثير من المؤلفات، كتب لمعظمها القبول في الأوساط العلمية، ومنها:

### في التأليف
- تيسير مصطلح الحديث.[6]
- أصول التخريج ودراسة الأسانيد.[7]
- الخطيب البغدادي، وهي رسالته للدكتوراه طُبعت على نفقته عام 1981.
- مَن للسنَّة اليوم؟.
- عناية المحدثين بمتن الحديث كعنايتهم بالأسانيد.
- مفهوم التجديد بين السنة النبوية وأدعياء التجديد.

### في التحقيق
- الجامع لأخلاق الراوي وآداب السامع، للخطيب البغدادي أحمد بن علي (ت 463).
- المعجم الأوسط، للطبراني (11 مجلدًا) طبع دار المعارف بالرياض.
- الحديث على أبواب الفقه، للشيخ محمد بن عبد الوهّاب، بالاشتراك مع الدكتور خليل ملا خاطر، كل منهما حقق مجلدين منه.

### بحوث علمية
- حُجِّية السنَّة ودحض الشبهات التي تُثار حولها. بحث في 52 صفحة نشر في المحرَّم 1392هـ - فبراير1972م.[8]
- الرد على الدكتور حسن الترابي.
- معجم المصطلحات الحديثية.

## حياته الخاصة
تزوَّج الشيخ أربع زوجات، وأعقب من ثلاث منهنَّ عددًا من الأولاد، منهم أكثرُ من عشرين ابنًا، وإحدى زوجاته لم تُعقِب.
وأقام أواخر حياته في حلب، مع زوجاته الثلاث واثنين من أبنائه هما الأصغران بين إخوتهم، وكان قد شارف على الانتهاء من بناء جامع في إحدى قرى حلب الشرقية، ولكن عُرض عليه التدريس في الجامع الأموي الكبير بحلب والخطابة فيه، فآثر التفرُّغ في مزرعة له على أطراف حلب. وتوفي في مصرَ عند زوجته الثانية.

## وفاته
توفي محمود الطحان في القاهرة صباح يوم الخميس 30 ربيع الآخر 1444 هـ الموافق 24 نوفمبر 2022م، ودُفن فيها.